# Antonio Maidana
Antonio Maidana (16 de noviembre de 1916, Encarnación-desaparecido 27 de agosto de 1980, Buenos Aires) fue un profesor y conocido dirigente comunista paraguayo.

## Juventud
Realizó sus estudios primarios y parte de la secundaria en su ciudad natal, Encarnación, capital de Itapúa.
En Asunción, termina sus estudios y recibe el título de profesor normal.

## Ingreso en las filas del Partido Comunista
En marzo de 1940, es detenido por militar en las filas del Partido Comunista Paraguayo.
Participó de la huelga de maestros de 1941, por lo que fue apresado y fue condenado a pena de confinamiento en la localidad de Isla Poí, en el Chaco.
En 1943, es detenido nuevamente y enviado a la cárcel de Bahía Negra, también en el Chaco.
Logró escapar de prisión y pudo refugiarse en Montevideo, hasta 1946, cuando retorna al Paraguay, aprovechando la apertura democrática del régimen de Higinio Morínigo.

## Persecuciones, luchas y encarcelamiento
Después del golpe fascista del 13 de enero de 1947, pasa a la clandetinidad, pero es retenido el mismo año y encarcelado en la cárcel pública, para ser luego enviado a San Estanislao, donde logra fugarse.
En 1955, es nombrado segundo secretario del PCP, y mientras que ejercía ese cargo, es detenido por la policía stronista en 1958. Es recluido en la "Comisaria Tercera", junto a otros comunistas, como Alfredo Alcorta, y Ananías Maidana, su hermano.
Estuvo encerrado por más de 20 años, lapso en el cual fue torturado salvajemente por la policía de la dictadura de Stroessner.

## Secuestro y desaparición
En 1975, estando en prisión, asume el cargo de Secretario-General del PCP.
En 1976, es trasladado al campo de concentración de Emboscada, con otros 500 presos políticos.
Sale en libertad en 1977, y logra exiliarse en Suecia.
Por motivos de salud, viaja también a la Unión Soviética.
En 1980, se encontraba en Buenos Aires, ejerciendo su tarea de Secretario-General del Partido, cuando fue secuestrado por la policía de la dictadura militar, el 27 de agosto. Hasta ahora se encuentra desaparecido.